# Storie di san Benedetto

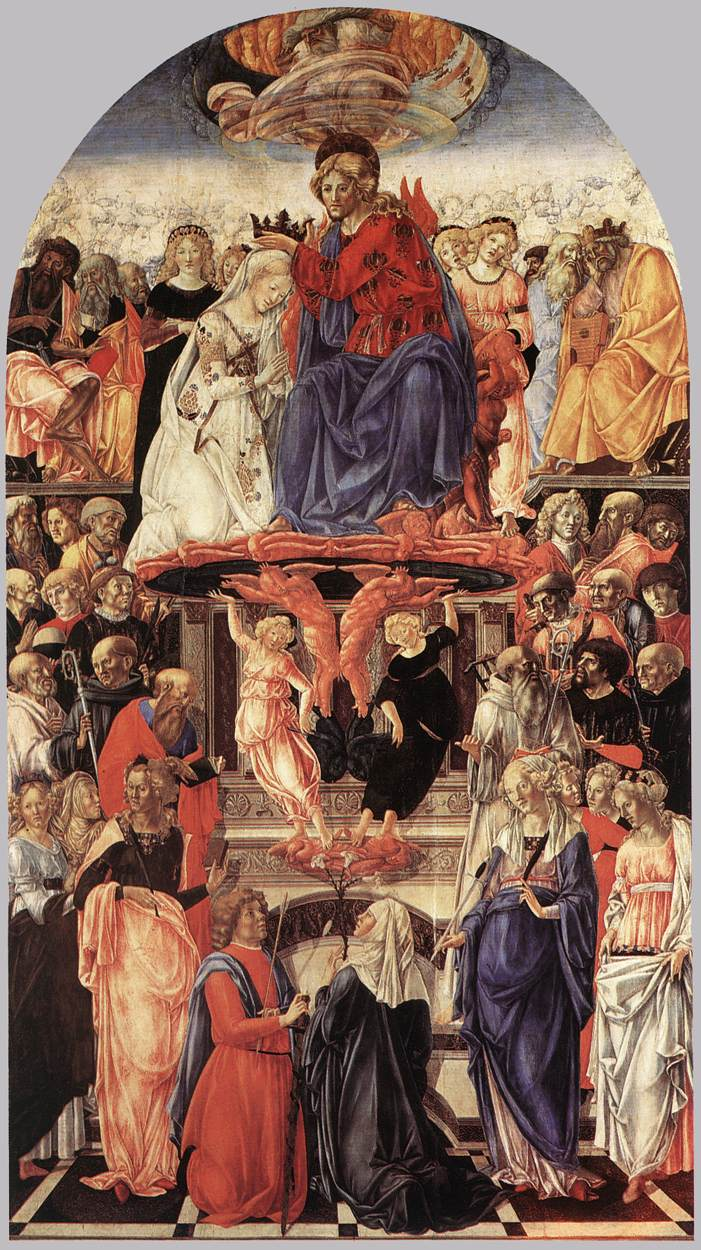
Francesco di Giorgio Martini, Couronnement de la Vierge, 1472-1474, Pinacothèque nationale de Sienne.

Les  Storie di san Benedetto (en français : « Scènes de la Vie de saint Benoît »)  composent un ensemble de trois panneaux a tempera actuellement conservés au musée des Offices à Florence, réalisés par Neroccio di Bartolomeo de' Landi qui y travaille de 1472 à 1474 environ, et par Francesco di Giorgio Martini dont la participation à l'ouvrage est admise par la plupart des historiens de l'art. En effet, les deux peintres collaborent au sein d'un atelier commun (bottega): la « societas in arte pictorum » depuis 1468 ou 1469. Il s'agit de la description picturale de trois moments de la vie de saint Benoît de Nursie (né vers 480-490, mort en 547), basés sur le récit du pape Grégoire le Grand.

## Histoire
Peu avant 1474, Neroccio s'inspire « De la vie et des miracles du saint abbé Benoît », Dialogues, livre second, par saint Grégoire le Grand pour peindre les trois panneaux a tempera des Storie di san Benedetto : Saint Benoît dans la grotte nourri par le moine romain, Saint Benoît répare miraculeusement le tamis brisé par la servante et Saint Benoît reçoit Totila.
Identifiés longtemps comme étant l'œuvre d'Andrea del Castagno, ils sont actuellement considérés comme un travail de collaboration entre Neroccio et Martini. Bien que la plupart des critiques émettent l'hypothèse que cette prédelle formée de trois éléments puisse appartenir au Couronnement de la Vierge (en italien Incoronazione della Vergine, 1472-1474, Pinacothèque nationale de Sienne) de Francesco di Giorgio commandé par l'abbaye de Monte Oliveto Maggiore, elle est réfutée dès 1962 par l'historien d'art Carlo Del Bravo (1935-2017). Pour lui, une telle prédelle ne peut s'associer à cette peinture pour la simple raison que sur le tableau de Martini, saint Benoît porte le froc blanc de l'ordre olivétain alors que chez Neroccio, le saint revêt celui noir des bénédictins. En ce qui concerne la répartition des tâches entre les deux artistes, l'historien allemand Paul Schubring (1869-1935) pense que toute la prédelle est de Neroccio, à l'exception de l'architecture du Saint Benoît répare miraculeusement le tamis brisé par la servante qui serait l'œuvre de Martini. Mais comme le souligne Piero Torriti, « la collaboration entre les deux artistes semble très proche : jamais la fusion des styles de Neroccio et Martini n'a été aussi complète, ni jamais atteint comme dans ces trois panneaux une beauté éblouissante »,.

## Description
| Image | Numéro d'ordre | Scène                                                              | Description |
| ----- | -------------- | ------------------------------------------------------------------ | --- |
|       | 01             | Saint Benoît dans la grotte nourri par le moine romain             | « San Benedetto nella spelonca nutrito dal monaco Romano », peinture a tempera, c. 1473-1475, (31 × 65 cm). À l'aide d'un panier suspendu à une corde, un moine apporte régulièrement de la nourriture à Benoît. Une clochette attachée à la corde permet au Romain de prévenir le jeune ermite de l'arrivée des provisions. Il est représenté agenouillé et priant devant l'entrée de sa grotte, la tête rasée et revêtu de son habit d'ermite. Au sommet des rochers qui surplombent son abri, le moine romain fait filer la corde et descendre le panier contenant les provisions. Sur la gauche, suspendu dans les airs, un diable ailé lève le bras droit pour lancer la pierre qu'il serre dans sa main. À gauche, sur une colline, le monastère d'où le moine romain vient rendre visite à Benoît.                                                                                  |
|       | 02             | Saint Benoît répare miraculeusement le tamis brisé par la servante | « San Benedetto ripara miracolosamente il setaccio rotto dalla nutrice », peinture a tempera, c. 1473-1475, (31 × 62 cm). En compagnie de sa servante Cyrilla, Benoît quitte Rome pour s'installer à Effide. C'est durant ce séjour qu'il procède à la réparation miraculeuse d'un tamis que Cyrilla a brisé. La scène qui se développe horizontalement est divisée en deux parts égales : à droite, saint Benoît se tient agenouillé et en prière devant le tamis que l'on voit à la fois brisé et miraculeusement réparé. Légèrement en retrait sur la gauche du saint, Cyrilla se tient les bras pendants, l'air contrit et visiblement accablée devant un homme blond drapé de rouge. À gauche, six personnages lèvent les yeux pour admirer au fronton de l'église le tamis réparé qui y est suspendu alors que deux enfants exécutent une danse joyeuse en compagnie de deux chiens. |
|       | 03             | Saint Benoît reçoit Totila                                         | « San Benedetto riceve Totila », peinture a tempera, c. 1473-1475, (31 × 65 cm). Totila, roi des Goths, pour éprouver la clairvoyance de saint Benoît ordonne à Riggio, son écuyer de revêtir son armure pour tromper le saint. Mais Totila, convaincu de la sagesse de Benoît par les propos édifiants que lui fait son écuyer, lui rend visite. Il est représenté au moment où il lui baise la main, agenouillé devant le saint. Quatre autres moines sont présents devant ce qui semble être l'entrée d'une chapelle. Un page, debout derrière le roi, tient son couvre-chef qu'il a ôté en signe de respect. La soldatesque occupe le reste de la scène, en un long ruban qui court du tout premier plan jusqu'aux lointains où sur la gauche les campements militaires du roi sont visibles avec leurs pavillons. À l'arrière-plan, une ville se dessine avec ses campaniles.         |

### Citations originales
1. ↑  « (...) la collaborazione tra i due artisti appare qui strettissima: mai la fusione degli stili di Neroccio e del Martini è stata così completa, né ha mai raggiunto come in questi tre pannelli una tale smagliante bellezza. »

## Sources
- Abbé Henry, Les Dialogues de Saint Grégoire le Grand, Tours, Mame et Cie, 1855.
- Jacques de Voragine, La Légende dorée, Paris, Librairie Charles Gosselin, 1843.
- (en) Gertrude Coor, Neroccio de' Landi 1447-1500, Princeton, New Jersey, Princeton University Press, 1961, 235 p., 30 × 23 cmReproduction des Storie di san Benedetto (figures nos 14, 15 et 16), décrites p. 167-168, (no 17) dans le catalogue.
- (it) Piero Torriti, Francesco di Giorgio Martini, Giunti, coll. « Art Dossier », 1993, 48 p., p. 17-20. Fascicule d'art portant le numéro 77 avec certaines données relevant du partenariat de Neroccio d'avec Francesco di Giorgio. Reproductions en couleurs des trois panneaux des Storie di san Benedetto.
- (it) Francesco Sorce, « LANDI, Neroccio dei », dans Enciclopedia Treccani, vol. 63 : Dizionario Biografico degli Italiani, Rome, Istituto dell'Enciclopedia Italiana, 2004 (lire en ligne)